# ایست‌لی
latitudeایست‌لیlongitudeایست‌لی
ایست‌لی (به انگلیسی: Eastleigh) شهری در منطقهٔ ادینبورگ کشور انگلستان است که این کشور خود بخشی از بریتانیا محسوب می‌شود. این شهر در سال ۱۹۹۱ میلادی ۴۹٫۹۳۴ نفر جمعیت داشته و در سرشماری سال ۲۰۰۱ جمعیت آن به ۵۲٫۸۹۴ نفر رسیده‌است. میزان رشد سالانهٔ جمعیت ایست‌لی ‎۰٫۵۱ درصد می‌باشد و جمعیت این شهر در سال ۲۰۱۲ به ۵۵٫۹۶۲ نفر تغییر یافت.